# Lucía Elida Cardarelli
Lucía Elida Cardarelli (geboren am 13. Dezember 1929 in Buenos Aires, Argentinien; gestorben am 13. August 2012 in Los Angeles, Kalifornien, Vereinigte Staaten) war eine argentinisch-mexikanische Filmschauspielerin und Autorin.

## Leben
Sie zog bereits in jungen Jahren nach Mexiko und hatte dort eine lange Karriere, in der sie internationale Anerkennung erlangte.
Ihr Filmdebüt in Argentinien hatte Gallardo 1949 im Film „Todo un héroe“. In Mexico spielte sie erstmals im Film "De carne somos" (1955). Im Theater spielte sie in Stücken wie „Los Grandes Sebastiani“, „La Mujer Asesinadita“ und „Aurelia y Sus Hombres“ mit. Bei den Dreharbeiten zum Film „El Ángel Exterminador“ lernte sie ihren späteren Ehemann Enrique Rambal kennen. Mit ihm hatte sie eine gemeinsame Tochter, die Autorin und Moderatorin Rebeca Rambal. Sie inszenierte unter anderem die Telenovelas „La Extraña Dama“ und „Cosecharás tu Siembra“. Ihren letzten Filmauftritt hatte sie im, mehrfach ausgezeichneten, Film „How the Garcia Girls Spent Their Summer“. Die letzten 25 Jahren lebte sie in Los Angeles. Sie war Mitarbeiterin des ersten spanischsprachigen Radiosenders in Los Angeles.
Sie verstarb am 13. August 2012 an den Folgen von COPD in ihrem Haus in Los Angeles.

## Filmografie

### Filme
- 1949: Todo un héroe
- 1949: Ángeles de uniforme
- 1955: De carne somos
- 1956: Con quién andan nuestras hijas
- 1957: ¡Aquí están los aguilares!
- 1957: Bambalinas
- 1958: Desnúdate, Lucrecia
- 1958: Los mujeriegos
- 1958: Ay... Calypso no te rajes!
- 1958: Un vago sin oficio
- 1958: El caso de una adolescente
- 1959: My Wife Understands Me
- 1961: Mañana serán hombres
- 1962: The Exterminating Angel
- 1964: La juventud se impone
- 1965: The Children That I Dreamed
- 1966: Cuando el diablo sopla
- 1967: The Adolescents
- 1967: Qué hombre tan sin embargo
- 1968: Requiem por un canalla
- 1968: El día de la boda
- 1969: Cuernos debajo de la cama
- 1969: Las fieras
- 1969: El mundo de los aviones
- 1969: Paula
- 1970: El amor de María Isabel
- 1970: La hermana Trinquete
- 1970: La rebelion de las hijas
- 1970: OK Cleopatra
- 1971: Juegos de alcoba
- 1971: Una vez, un hombre...
- 1971: Elena y Raquel
- 1971: La primavera de los escorpiones
- 1971: El sinvergüenza
- 1972:Buscando una sonrisa
- 1972: Santo vs. Frankenstein's Daughter
- 1973: El amor tiene cara de mujer
- 1975: La bestia acorralada
- 1977: Maten al león
- 1979: Fuego negro
- 1980: Burlesque
- 1981: Alla en la plaza Garibaldi
- 1982: La contrabandista
- 1983: Aborto: Canto a la vida
- 1983: Buenas, y con... movidas
- 1983: Silencio asesino
- 1984: Corrupción
- 1984: Escuela de placer
- 1985: Crimen de ocasión
- 1987: La pandilla infernal
- 1988: Crimen en Los Angeles
- 2005: How the Garcia Girls Spent Their Summer

### Fernsehserien
- 1959: Mi esposa se divorcia (3 Folgen)
- 1963: Mi mujer y yo
- 1964: Teatro del cuatro
- 1964: La trampa
- 1964: Gran teatro
- 1967: Deborah
- 1967: La casa de las fieras
- 1969: De turno con la angustia
- 1969: Dra. Susana (80 Folgen)
- 1971–1972: El amor tiene cara de mujer

(320 Folgen)
- 1973: Extraño en su pueblo (3 Folgen)
- 1975: El milagro de vivir (3 Folgen)
- 1977: Las suegras
- 1979: Lágrimas negras (3 Folgen)
- 1981: Juegos del destino (160 Folgen)
- 1984: Sí, mi amor (3 Folgen)
- 1985: ¿Qué nos pasa? (1 Folge)
- 1986: Cautiva (130 Folgen)
- 2003: Te amaré en silencio (1 Folge)
- 2004: 30 Days Until I'm Famous (TV Movie)

## Auszeichnungen
- 1957: Silver Ariel für den Film: Bambalinas
- 1958: Silver Ariel für den Film: Con quién andan nuestras hijas